# 905
905 (CMVI) var ett normalår som började en tisdag i den julianska kalendern.

## Händelser

### Okänt datum
- Abbasidkalifatet återtar kontroll över Egypten från tuluniderna.

## Födda
- Konstantin VII Porfyrogennetos, kejsare av Bysantinska riket.

## Avlidna
- 5 december – Ealhswith, drottning av Wessex 871–899 (gift med Alfred den store)
- 29 december – Kejsarinnan He, kejsarinna av Kina
- Tribhuvana Mahadevi III, indisk drottning